# Плоске (Люблинское воеводство)
Плоске (пол. Płoskie) — деревня в Замойском повете Люблинского воеводства Польши. Входит в состав гмины Замость. Находится примерно в 5 км к западу от центра города Замосць. По данным переписи 2011 года, в деревне проживало 2005 человек.
В 1975—1998 годах деревня входила в состав Замойского воеводства.

## Население
Демографическая структура по состоянию на 31 марта 2011 года:
|         | Всего | До трудоспособного возраста | Трудоспособного возраста | Старше трудоспособного возраста |
| ------- | ----- | --------------------------- | ------------------------ | ------------------------------- |
| Мужчины | 976   | 219                         | 669                      | 88                              |
| Женщины | 1029  | 217                         | 623                      | 189                             |
| Всего   | 2005  | 436                         | 1292                     | 277                             |